# Bandera d'Hamburg
Oficialment existeixen tres banderes d'Hamburg. La bandera civil o Landesflagge, la bandera d'estat o Staatsflagge i la bandera de l'Almirallat o (Admiralitätsflagge. Totes tres estan formades per un camp vermell sobre el que s'hi afegeix l'escut d'armes corresponent. En cas de la bandera civil  i que els ciutadans poden utilitzar lliurament és l'escut d'armes menor que representa un castell blanc amb tres torres; a la bandera d'estat és l'escut d'armes major, i a la de l'almirallat el seu propi escut. Els colors blanc i vermell corresponen als colors de la Lliga Hanseàtica.

## Disseny
La bandera civil mostra un camp vermell amb un castell blanc amb tres torres, on la torre del mig mostra una creu a la part superior mentre que les dues restants mostren una stella maris. Es creu que aquests estels recorden el fet que Hamburg va ser un arquebisbat. Les torres i les muralles amb els seus pinacles i la porta tancada simbolitzaven la determinació de la ciutat per defensar-se.

## Origen
Es creu que la imatge més antiga del castell data del 1241. La primera bandera amb una imatge similar a l'actual va ser a mitjans del segle XVI, tot i que probablement era un camp vermell amb un escut blanc que contenia un castell vermell. Més o menys després del 1623 l'escut va començar a ser omès, deixant un castell vermell sobre camp blanc o un castell blanc sobre camp vermell. No va ser fins al 1751 que el castell blanc sobre camp vermell va ser decretat com a bandera d'Hamburg.

## Bandera d'Estat

Bandera d'estat d'Hamburg.

La bandera de l'Estat o Staatsflagge està reservada per al Senat, el poder executiu de l'estat d'Hamburg. Està formada per l'escut d'armes major amb una vora blanca sobre un camp vermell. Va ser creada per a la inauguració de l'Ajuntament d'Hamburg el 1897 i oneja des del balcó de la torre de l'edifici de l'ajuntament. Es pot veure hissada durant les sessions del Senat o onejant en embarcacions durant els actes oficials quan hi ha membres del Senat a bord.

## Bandera de l'Almirallat

Bandera de l'Almirallat d'Hamburg

La bandera de l'Almirallat és utilitzada exclusivament per les embarcacions utilitzades per Hamburg de propietat estatal i civil com a bandera de proa, per les agències governamentals i oneja en edificis estatals que serveixen a la navegació marítima. El 1657, segons el Reglament de Pilots (Reglament de Pilots), l'escut d'armes de l'Almirallat es va transferir per primera vegada a la bandera de certs vaixells sota el control de l'Almirallat. L'Almirallat d'Hamburg, fundat el 1624 i inicialment responsable del pilotatge, així com dels vaixells de guerra i els combois, està documentat que ja tenia el seu propi escut d'armes a tot tardar el 1642, que consistia en una àncora coronada amb el castell d'Hamburg de tres torres. A part de canvis menors, en particular la representació d'aquest escut d'armes ha continuat fins avui.
Al mateix temps, també es va crear una bandera de guerra, però va desaparèixer de nou al segle XVIII i no se n'han trobat il·lustracions. Al segle XVIII, tots els vaixells d'estat finalment van onejar la bandera de l'Almirallat, encara que amb una àncora negra.

## Banderí

Banderí d'Hamburg.

El banderí, és a dir, la bandera d'estat d'Hamburg afegida al centre sobre la bandera d'Alemanya, és utilitzada pel Primer Alcalde i el President de l'Assemblea de Ciutadans als seus vehicles durant les visites oficials d'estat.

## Districtes d'Hamburg

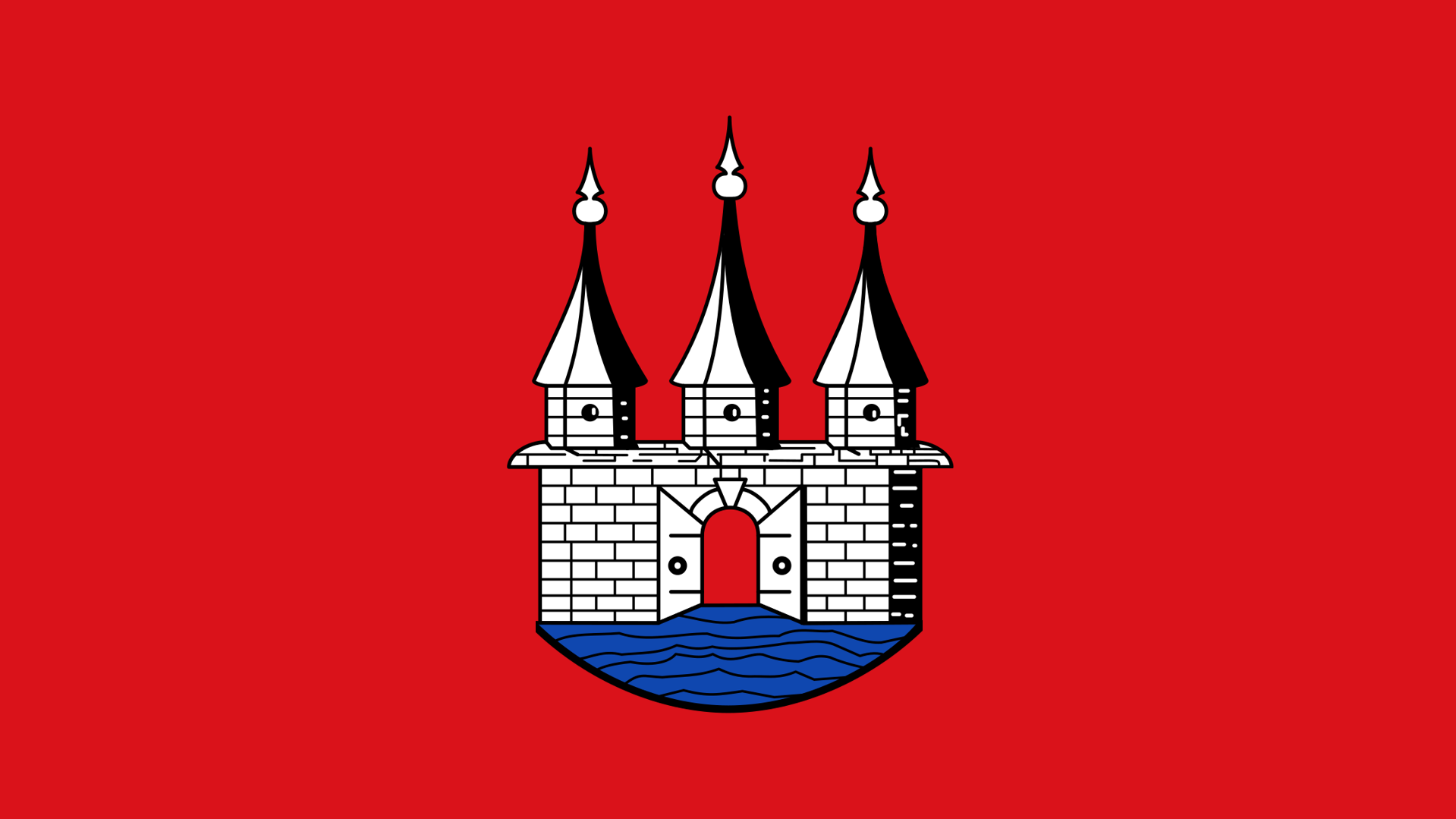
Altona
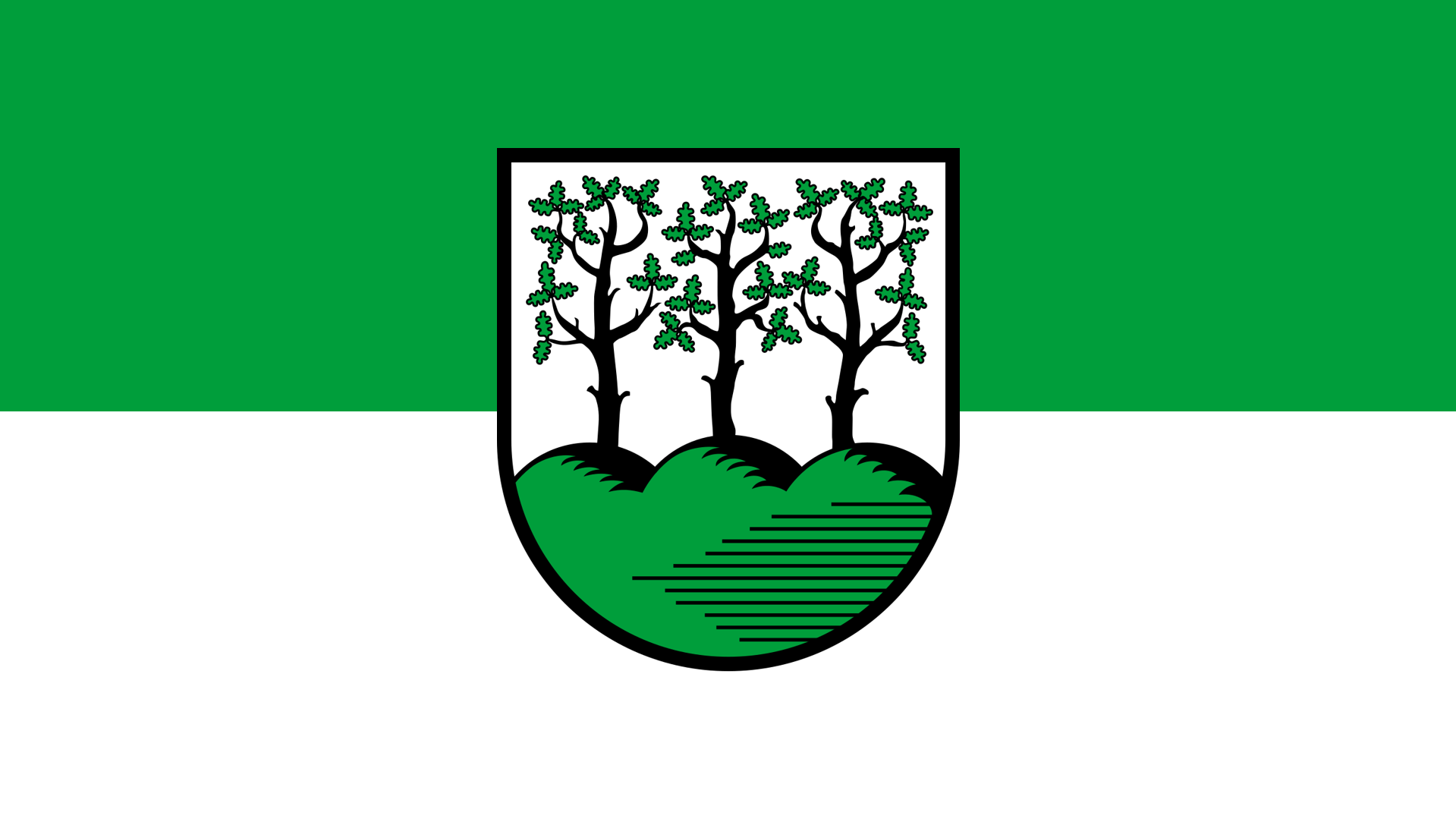
Bergedorf
Eimsbüttel
Hamburg-Mitte
Hamburg-Nord
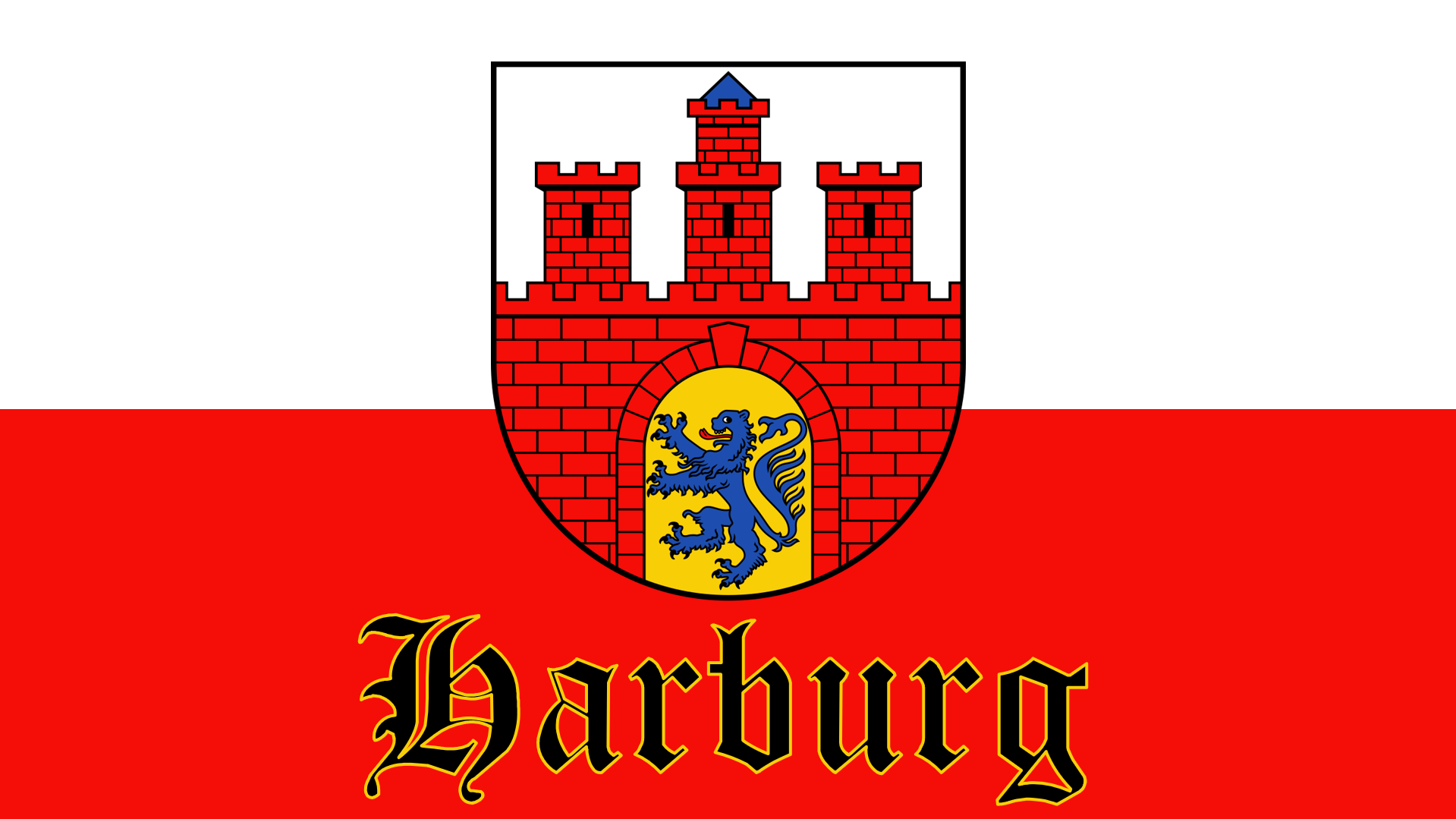
Harburg
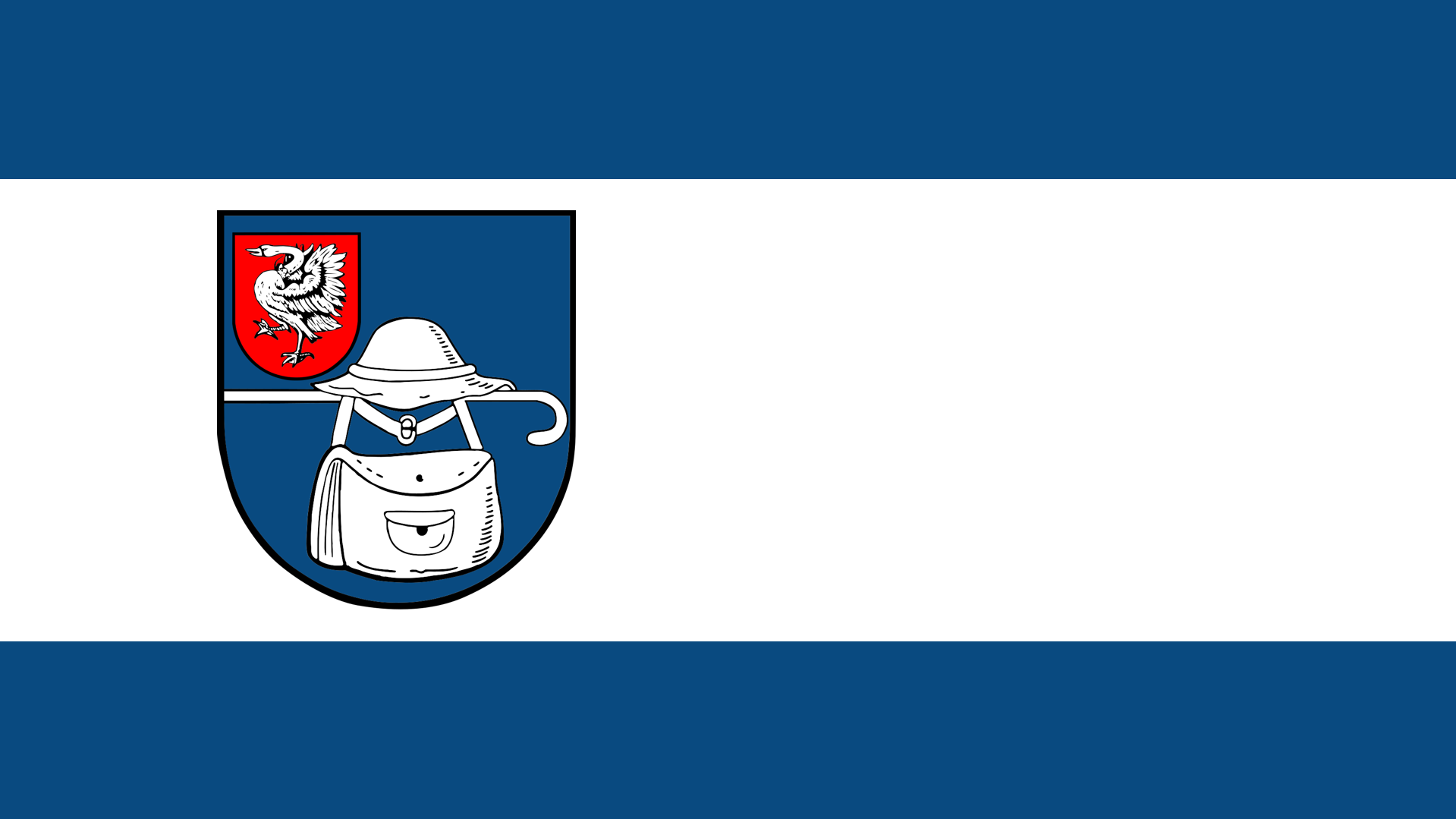
Wandsbek